# Odzaberd
Odzaberd (en armeni: Oձաբերդ) també coneguda com a «Fortalesa de la Serp», és una fortalesa d'Armènia que està situada damunt un turó a l'est del poble de Tsovinar, a la costa sud-est del llac Sevan, de la província de Guegharkunik. És a una altitud de 1.921 metres sobre el nivell de la mar.

## Història

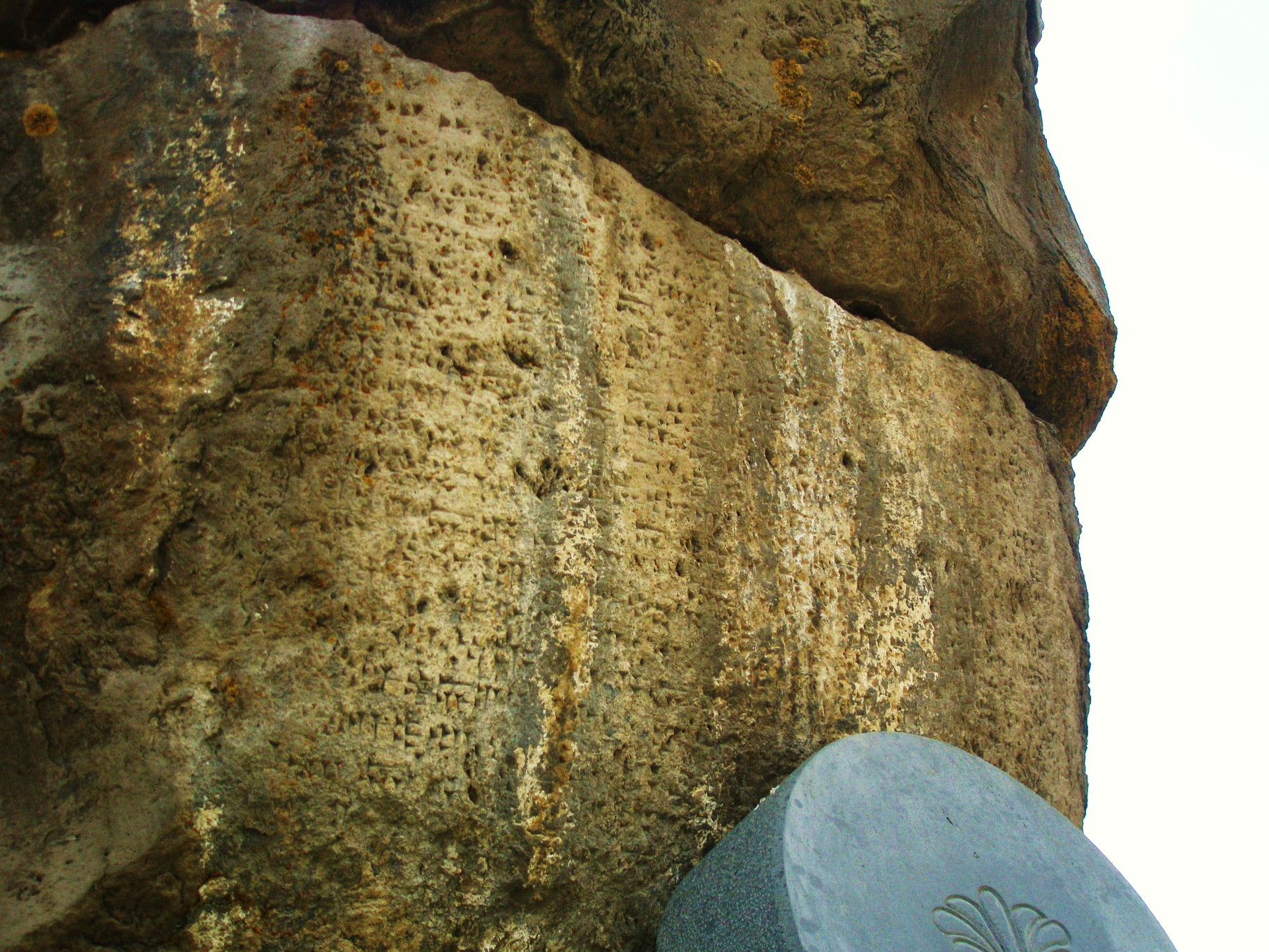
Inscripció sobre la seua fundació per Rusa I

Aquest jaciment fou antigament una ciutat fortificada -coneguda amb el nom de Teyseba- de l'antic Regne d'Urartu, fundada per Rusa I entre el 735 i el 713 abans de la nostra era. Entre les ruïnes, hi ha fonaments de pedra, parts de la muralla i algunes portes. En una inscripció en escriptura cuneïforme s'informa de la construcció i la dedicació de la ciutat al déu Teisheba i la conquesta per part de Rusa I sobre 23 països. Després de ser reconstruïda en un temps més tardà es coneixia com Ishkanaber, que significa 'Fortalesa del Senyor'.